# Liste der Fahnenträger der belizischen Mannschaften bei Olympischen Spielen
Die Liste der Fahnenträger der belizischen Mannschaften bei Olympischen Spielen listet chronologisch alle Fahnenträger belizischer Mannschaften bei den Eröffnungsfeiern Olympischer Spiele auf.

## Liste der Fahnenträger
| Mannschaft             | Veranstaltung | Fahnenträger (EF)             | Fahnenträger (AF) |
| ---------------------- | ------------- | ----------------------------- | ----------------- |
| 1968 in Mexiko-Stadt   | Sommerspiele  |                               |                   |
| 1972 in München        | Sommerspiele  | Gilmore Hinkson (Offizieller) |                   |
| 1976 in Montreal       | Sommerspiele  |                               |                   |
| 1984 in Los Angeles    | Sommerspiele  | Lindford Gillitt              |                   |
| 1988 in Seoul          | Sommerspiele  | Fitzgerald Joseph             |                   |
| 1992 in Barcelona      | Sommerspiele  |                               |                   |
| 1996 in Atlanta        | Sommerspiele  | Eugène Muslar                 |                   |
| 2000 in Sydney         | Sommerspiele  | Emma Wade                     |                   |
| 2004 in Athen          | Sommerspiele  | Emma Wade                     | Emma Wade         |
| 2008 in Peking         | Sommerspiele  | Jonathan Williams             | Tricia Flores     |
| 2012 in London         | Sommerspiele  | Kenneth Medwood               | Kenneth Medwood   |
| 2016 in Rio de Janeiro | Sommerspiele  | Brandon Jones                 | Brandon Jones     |
| 2020 in Tokio          | Sommerspiele  | Samantha Dirks                | Amado Cruz        |
| 2020 in Tokio          | Sommerspiele  | Shaun Gill                    | Amado Cruz        |
| 2024 in Paris          | Sommerspiele  | Shaun Gill                    | Shaun Gill        |

Anmerkung: (EF) = Eröffnungsfeier, (AF) = Abschlussfeier

## Statistik
| Rang    | Sportart       | EF | AF | ∑  |
| ------- | -------------- | -- | -- | -- |
| 1       | Leichtathletik | 9  | 5  | 14 |
| 2       | Radsport       | 2  | 0  | 2  |
| 3       | Kanu           | 0  | 1  | 1  |
| 3       | Offizieller    | 1  | 0  | 1  |
| Gesamt: | Gesamt:        | 12 | 6  | 18 |

| Rang                   | Sportart | EF | AF | ∑ |
| ---------------------- | -------- | -- | -- | - |
| bisher keine Teilnahme |          |    |    |   |
| Gesamt:                | Gesamt:  | 0  | 0  | 0 |

| Rang    | Sportart       | EF | AF | ∑  |
| ------- | -------------- | -- | -- | -- |
| 1       | Leichtathletik | 9  | 5  | 14 |
| 2       | Radsport       | 2  | 0  | 2  |
| 3       | Kanu           | 0  | 1  | 1  |
| 3       | Offizieller    | 1  | 0  | 1  |
| Gesamt: | Gesamt:        | 12 | 6  | 18 |